# Rangatira
Rangatira ([rɑːŋɑːʈiːrɑː]) són els dirigents hereditaris māoris de l'hapu, i han estat descrits per alguns etnòlegs com Elsdon Best com a caps tribals. Els rangatira havien de ser persones amb molta saviesa pràctica que exercien autoritat en nom de la tribu i mantenien les fronteres entre les terres d'una tribu i altra. Els canvis en les lleis de propietat al s. XIX, sobretot en la individualització dels títols de terres, soscavaren la posició dels rangatira, i també la pèrdua generalitzada de terres sota el govern colonial.

## Etimologia
La paraula rangatira significa 'cap (masculí o femení), ben nascut, noble' i prové del protopolinesi central oriental langatila ('cap secundari'). Hi ha paraules semblants en moriori, tahitià, maori de les Illes Cook, tuamotuà, marquesà i hawaià.

## Interpretacions

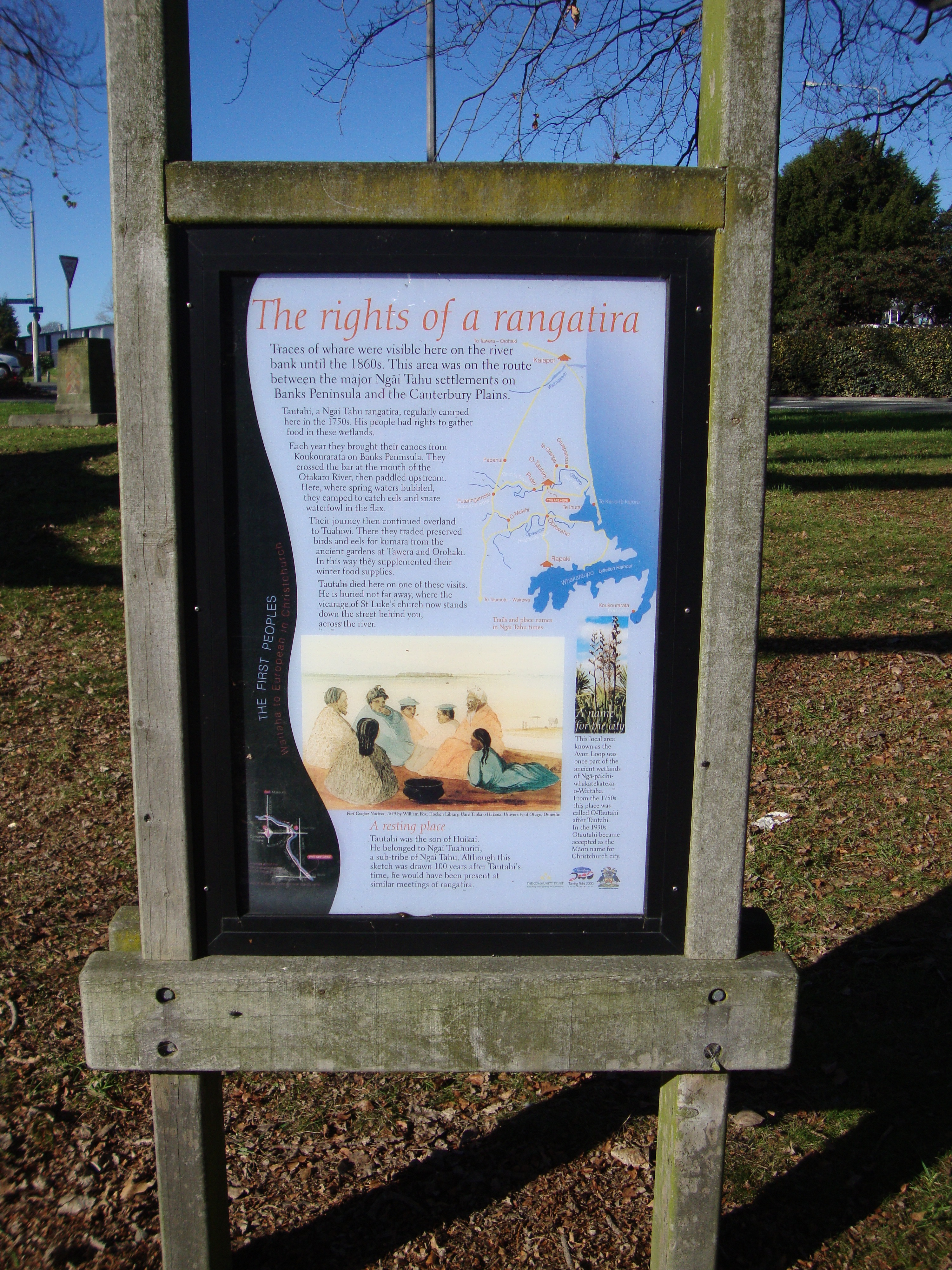
Un rètol que explica la història tangata whenua de The Bricks, Christchurch

Tres interpretacions de rangatira la consideren una paraula maori composta per la unió de les paraules ranga i tira. En el primer cas, ranga significa 'banc d'arena' i tira 'aleta de tauró'. El banc d'arena ajuda a reduir l'erosió de la duna (o el poble). L'aleta reflecteix tant l'aparença del banc d'arena com, "la seua dominació física i intencional com a guardià" (Gray-Sharp, 2011, p. 195). Els rangatira, reforç de la comunitat, deixen d'existir sense ella ("què és un banc d'arena sense arena?"), i en té una funció protectora.
L'etnògraf John White (1826-1891) hi donà un punt de vista diferent en una de les seues càtedres sobre els costums maoris: digué que els māori tradicionalment havien format dues kahui que es reunien per raonar la història o whakapapa.
Aquesta interpretació encaixa bé amb una segona traducció en què ranga és l'abreujament de rāranga ('teixir') i "tira" indica un grup.
Una tercera interpretació s'adapta també a aquesta traducció, interconnectant els conceptes relacionats amb la identitat de la "tira": l'hospitalitat condicional presentada en la forma d'un teixit creat per la "tira" de convidats. Després, la intencionalitat col·lectiva "reflectida en el teixit" de la "tira" dels amfitrions. Junts, aquests conceptes remarquen el valor lligat a la "relació personal" entre el dirigent i el seu grup. Aquest tipus de relació és semblant a la mahara atawhai (afecte o "preocupació benèvola") oferta en el preàmbul del tractat Waitangi per la reina Victòria, reflectint el "llaç personal entre el governant i els seus subjectes" del s. XIX (McHugh, 1991, p. 177).